# Наука-Связь
Наука-Связь — российская телекоммуникационная компания, основанная в 1999 году.

## История
Компания была основана в 1999 году в Москве, как универсальный оператор связи. Через год было начато строительство собственной сети связи, одними из первых крупных клиентов компании стало НПО «Наука» и ФГУП «Пресса».
«Наука-Связь» приобрела программный коммутатор MVTS II российского производителя NGN-решений «МФИ Софт».
В 2008 году акционером компании стала ИК «Русские Фонды».

## Деятельность компании
Наука-Связь — вертикально-интегрированный холдинг, предоставляющий широкий спектр телекоммуникационных услуг, среди которых Интернет, телефония, телевидение, облачные услуги, видеонаблюдение, сигнализации и др.

### Показатели деятельности
В 2009 году компания вошла в ТОП-100 крупнейших провайдеров России и занимает 309 место в мире по независимому рейтингу связанности. По данным CNews, в этом году «Наука-Связь» ожидала выручку в размере 871 млн руб. (рост на 14 %), EBITDA — 157 млн руб. при рентабельности 18 %, чистую прибыль — 43 млн рублей.
В 2012 году, по версии ComNews, «Наука-Связь» заняла 19-е место в рейтинге «Крупнейший региональный оператор связи по выручке». По среднему доходу от каждого абонента (ARPU) — 3-е, по совокупной абонентской базе — 15-е место. В ТОП-100 компаний сектора телекоммуникаций по стоимости бизнеса «Наука-Связь» заняла 32-е место.
В 2014 году, по версии CNews Analytics «Наука-Связь» заняла 22-е место в рейтинге крупнейших телекоммуникационных компаний России. По версии ComNews в рейтинге по совокупной годовой выручке «Наука-Связь» заняла 35-е место, в рейтинге по абонентской базе корпоративных пользователей компания — 30-е, по абонентской базе частных пользователей — 49-е. В ТОП-100 компаний сектора телекоммуникаций по стоимости российского бизнеса «Наука-Связь» заняла 47-е место. Выручка компании за отчетный период в 2014 году выросла на 92,74 % и составила 1,8 млн рублей против 937 тыс. рублей по итогам 2013 года, чистая прибыль компании составила 30 млн рублей против 294 тыс. рублей по результатам предыдущего года.
В рейтинге крупнейших компаний по капитализации, по версии РА «Эксперт», за 2014 год, компания заняла 200-е место, капитализация составила 320,1 млн. руб.
В 2016 году компания заняла 4-е место в рейтинге по «среднему чеку» от корпоративных клиентов. В марте этого же года появились сообщения о том, что «Наука-Связь» была выставлена на продажу, однако представитель компании данную информацию не подтвердил и не опроверг. По оценкам аналитика ГК «Финам» Тимура Нигматуллина, потенциальная рыночная стоимость компании может составить примерно 1,1-1,4 млрд руб.